# Hedemora-Garpenbergs församling
Hedemora-Garpenbergs församling var en församling i Tuna kontrakt i Västerås stift. Församlingen ligger i Hedemora kommun i Dalarnas län. Församlingen uppgick 2018 i Hedemora, Husby och Garpenbergs församling.

## Administrativ historik
Församlingen bildades 2010 genom sammanslagning av Hedemora församling och Garpenbergs församling som från 1998 bildade gemensamt pastorat. Församlingen uppgick 2018 i Hedemora, Husby och Garpenbergs församling.
Församlingskod var 208301.

## Kyrkor
- Hedemora kyrka
- Garpenbergs kyrka
- Norns kapell
- Garpenbergs gruvkapell
- Vikmanshyttans kyrka